# Гармата IMI 120 мм
Гармата IMI 120 мм є розробкою Israeli Military Industries (IMI) на основі гладкоствольної танкової гармати L44. Її часто плутають з ліцензованою гарматою Rheinmetall L44, яку випускала IMI у період з 1983 по 1988, для задоволення потреб ОБТ збройних сил Ізраїлю Меркава Mark III.
Вперше вона була показана у 1989 коли було представлено танк Меркава Mark III. У 1990 Israeli Military Industries за цю розробку отримала Ізраїльський приз оборони, що дало Ізраїлю випускати власні танкові гармати.

## Конструкція
Гармата дуже схожа на версію Rheinmetall L44 яка була встановлена на ОБТ німецький Leopard 2, американський M1 Abrams, південнокорейський K1A1 та японський Type 90. Проте, вона має іншу систему віддачі, яка складається з концентричного ретардера і пневматичного рекуператора та більш компактними розмірами, які не перевищували параметри 105 мм Royal Ordnance M68 105 мм нарізної гармати танків Меркава Marks I та II, а також M60 Patton.

## Версії
Є дві версії гармати IMI 120 мм: MG251, з термокожухом створеним Vishay Intertechnology і витяжним екстрактором який можна демонтувати без знімання кожуха, та MG253, з термокожухом розробленим Vidco Industries і новою системою віддачі на стисненому повітрі.
Гармата використовує боєприпаси розроблені IMI, а також може використовувати французькі, німецькі або американські 120 мм снаряди NATO за потреби, крім того може використовувати ПТКР LAHAT.
|                                       |
| Різні снаряди для гармати IMI 120-мм. |

|                                                   |
| Дуловий спалах при стрільбі з гармати IMI 120 мм. |

## Оператори

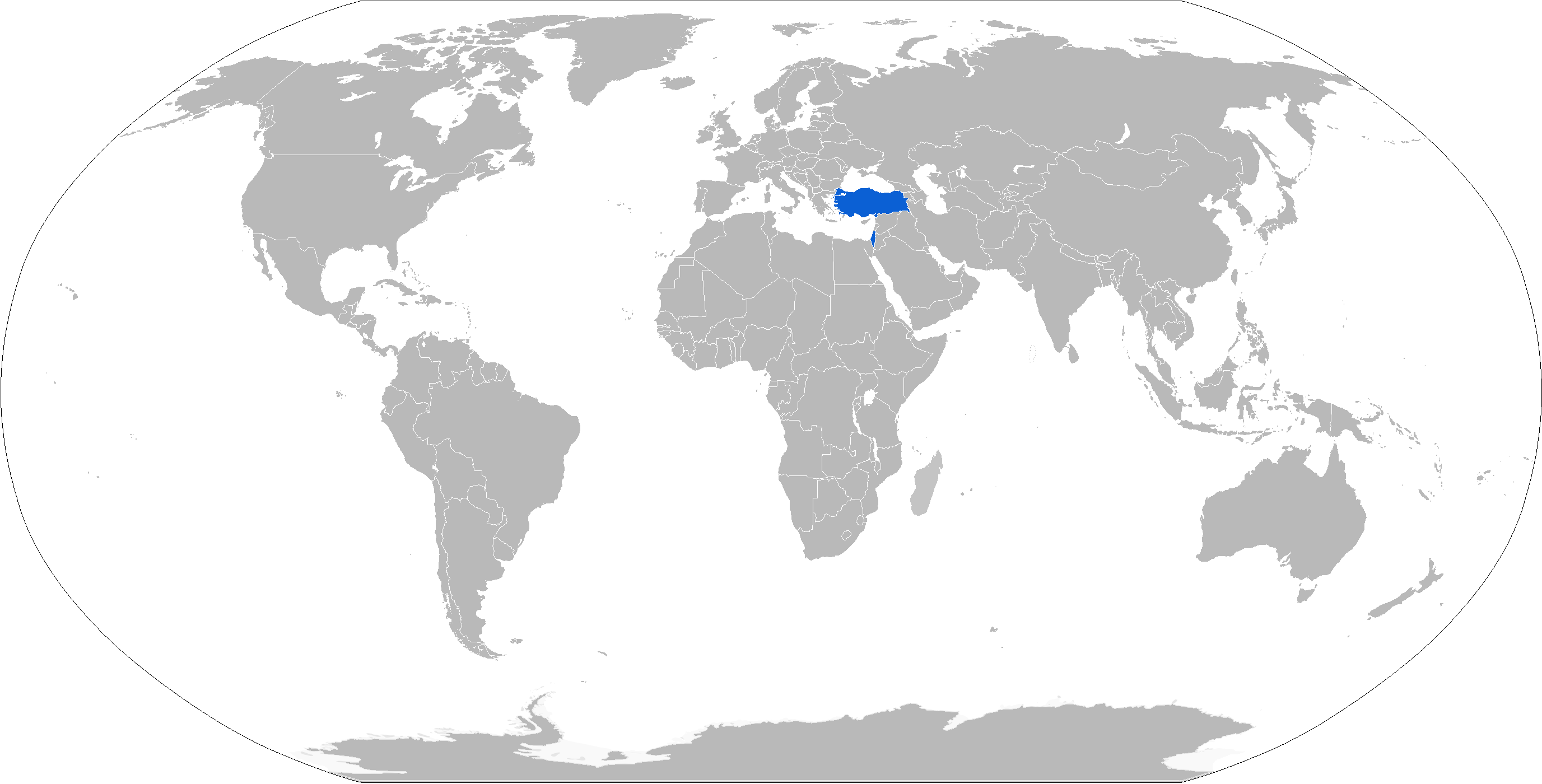
Мапа операторів гармати IMI 120 мм

### Поточні оператори
- MG251:
  -  Ізраїль Меркава Mark III
- MG253:
  -  Ізраїль Меркава Mark IV
  -  Туреччина M60T Sabra[1]